# Пітер Іжех
Пітер Іжех (англ. Peter Ijeh, нар. 28 березня 1977, Лагос) — нігерійський футболіст, що грав на позиції нападника за низку скандинавських клубних команд, насамперед шведських, а також за національну збірну Нігерії.
По завершенні ігрової кар'єри — тренер.

## Клубна кар'єра

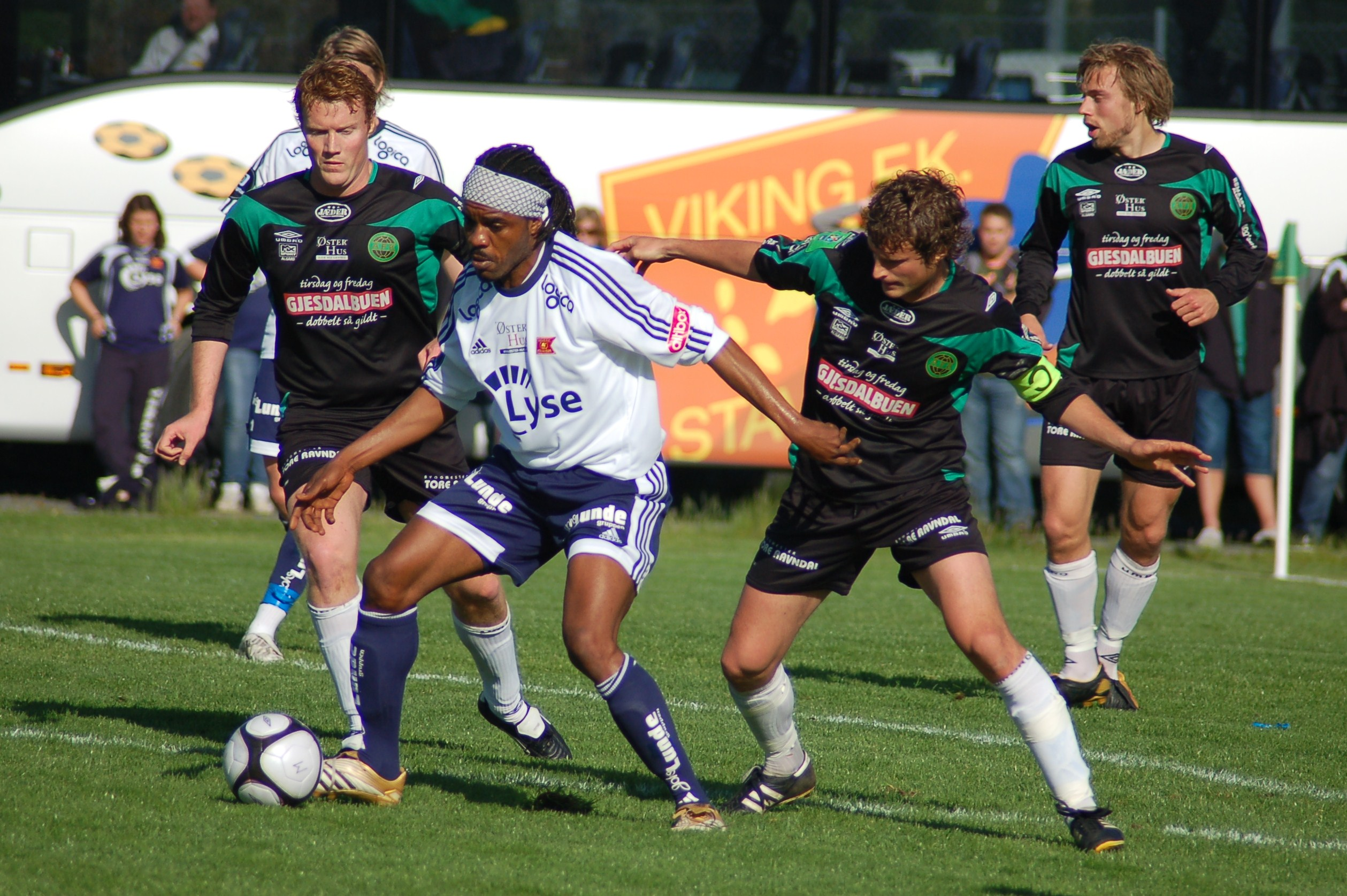
У грі за «Вікінг» 2009 року.

У дорослому футболі дебютував 1998 року виступами на батьківщині за команду «Нітел», в якій провів один сезон, взявши участь у 18 матчах чемпіонату. Своєю результативною грою привернув увагу представників одного із провідних нігерійських клубів, «Юліус Бергер», до складу якого приєднався 1999 року. У новій команді молодий гравець також відразу став лідером атак і потрапив у поле зору скаутів європейських футбольних клубів.
2001 року перебрався до Швеції, уклавши контракт із  «Мальме». Після нетривалого періоду адаптації видав найкращий у своїй кар'єрі сезон 2002 року, по ходу якого відзначився 24-ма голами в іграх щведської першості, забивши майже половину усіх голів своєї команди і ставши найкращим бомбардиром турніру. Однак згодом результативність нігерійця погіршилася і 2004 року він перебрався до «Гетеборга».
Протягом сезону 2005/06 захищав кольори данського «Копенгагена», який того сезону став чемпіоном країни, утім сам нападник був лише гравцем ротації. Згодом протягом 2006–2009 років грав у Норвегії за «Вікінг», у складі якого вже знову був одним з основних гравців атакувальної ланки, маючи середню результативність на рівні 0,5 гола за гру першості.
2010 року повернувся до Швеції, де спочатку захищав кольори клубу «Сиріанска», а згодом грав за ГАІС, виступами за який і завершив ігрову кар'єру 2012 року.

## Виступи за збірну
2002 року провів свою єдину офіційну гру у складі національної збірної Нігерії.

## Кар'єра тренера
Завершивши ігрову кар'єру, отримав диплом тренера. 2014 року очолював тренерський штаб клубу «Ассиріска БК» із четвертого дивізіону першості Швеції. Згодом у 2020–2022 роках працював на тому ж рівні із командою «Воргорда ІК».

## Титули і досягнення

### Командні
- Чемпіон Данії (1):

«Копенгаген»: 2005-2006

### Особисті
- Найкращий бомбардир чемпіонату Швеції (1):

2002